# Nesli
Nesli, de son vrai nom Francesco Tarducci, né le 29 décembre 1980 à Senigallia, dans les Marches, est un rappeur et chanteur italien. Il est le frère cadet de Fabrizio Tarducci alias Fabri Fibra, l'une des pointures du rap italien. Son nom de scène est l'anagramme de Lines, une marque de tampons absorbants, un surnom que lui donnait son frère lorsqu'il était enfant.

## Biographie

### Enfance
Francesco Tarducci est né le 29 décembre 1980 ; il est le plus jeune de trois frères et sœurs : Fabrizio (le rappeur italien bien connu Fabri Fibra) son frère aîné, et Federica sa sœur aînée. Il est décrit comme timide, maladroit, et romantique, et passionné de tennis. Au cours de ses jours au lycée, Tarducci est exclu deux fois en raison d'absences excessives non expliquées. Aussi à cette époque, Tarducci commence à prendre des drogues, à commencer par la marijuana puis progressivement la cocaïne. Ce mode de vie l'amène également à se tourner vers le vandalisme dans sa commune natale de Senigallia. 
En 1997, à l'âge de 16 ans, un événement qui allait altérer sa vie se produit. Tarducci, qui à l'époque était fasciné par les armes, tire accidentellement sur l'un de ses amis, ce qui amène celui-ci dans un état critique. L'ami a survécu à ses blessures, mais Tarducci est condamné à six mois dans une maison de correction. Il raconte cette histoire dans son chanson Un giorno qualunque, de l'album Le verità nascote.

### Débuts (1999-2001)
Tarducci publie sa première démo, Fitte da latte, en 1999 avec l'aide de son frère Fabri Fibra. En utilisant le nom de scène Nesly Rice, Tarducci a un style similaire à son frère, avec un flux qui amène plus à la réflexion. Comme il enregistrait avec Uomini Di Mare, il n'a pas eu la possibilité de créer les beats, ces derniers étant faits par DJ Lato. Après la production de Fitte da Latte, Nesli collabore avec des artistes de la scène du hip-hop italien tels que Uomini Di Mare, Kaso & Maxi B, Marya et Mente. Il collabore également avec le groupe Sottotono, et est producteur pour Fish sur le single En teoria. En 2000, il travaille sur la mixtape Teste mobili dinamite et sur l'album Basley Click - The Album.

### EgoetHome(2002-2004)
En 2003, Nesli publie son premier album studio, Ego, qu'il a travaillé avec DJ Myke. L'album utilise de la musique écrite et interprétée par des musiciens spécialement pour l'album plutôt que des samples. L'album reçoit un accueil mitigé. En 2004, Nesli collabore avec Bassi Maestro sur Busdeez presenta: The Remedy Tape - Vol. 1, et sort son deuxième album Home au label Saifam. Cet album comporte d'autres membres de la communauté hip-hop tels que son frère et Maxi B. Toujours en 2004, il a co-écrit l'album de Fabri Fibra : M. Simpatia.

### Le verità nascoste(2006–2008)
En 2006, Nesli participe à la production du troisième album de son frère, Tradimento. Il travaille 12 des 17 pistes et apporte ses talents de rap avec son frère sur la collaboration Vaffanculo scemo. L'album est enregistré aux Teste Mobile Records en Senigallia, Italie. Le quatrième album solo de Nesli, Le verità nascoste est publié en mars 2007, précédé par les singles Riot en janvier 2007 et Nesli Park. Dans la même année, il participe à l'album de Fabri Fibra, Bugiardo, et il apparaît également dans le clip de ce dernier. Les deux frères chantent ensemble la chanson Fratelli Bandiera contenue dans l'album Le verità nascote et la chanson Le ragazze contenu dans l'album Bugiardo.
Entre 2006 et 2008, Nesli est impliqué dans un conflit d'affronts avec le rappeur Marracash. En 2006, ce dernier attaque Nesli dans sa chanson Popolare sur sa voie vers le rap. L'année suivante, Nesli répond à son rival dans la chanson Riot, contenue dans l'album Le verità nascoste, même si le nom de Marracash n'est pas explicitement mentionné dans la chanson. La contre-réaction du rival arriva avec la chanson Dritto al punto, inclus dans l'album Marracash en 2008, où Marracash retourne les citations de Nesli, qui répond alors avec La una vita è solo, inclus dans l'album Nesliving Vol.1 mettant ainsi fin à la controverse. Dans une interview avec le site hotmc.com, Nesli nie avoir jamais eu des désaccords avec Marracash.

### Autres projets et succès (2009–2012)
Après avoir signé un contrat avec Universal Music, en 2009, il publie Nesliving Vol.1, une mixtape qui est libre téléchargement sur son site. Aussi dans la même année, il a publié Fragile - Nesliving Vol.2, un autre album en libre téléchargement. En septembre 2010, Nesli sort son cinquième album solo, L'amore è qui, qui fait ses débuts en 13e position, ce qui est la meilleure réalisation de l'ensemble de sa carrière. Le single Capricorno apparaît et est une collaboration avec le groupe de Los Angeles Just off Turner. En 2011, il collabore avec Danti, et Mondo Marcio dans le morceau intitulé Easy contenu dans l'album de Mondo Marcio. Dans la même année, il signe un contrat avec le label Carosello Records, et Tiziano Ferro reprend sa chanson La fine insérée dans son CD. 
Le 4 septembre 2012, il publie son sixième album studio intitulé Nesliving Vol.3 - Voglio. Toujours en 2012, il participe officiellement au festival de Sanremo.

### Nesliving Vol. 3 - Voglio(2012–2013)
Le 4 septembre 2012, il publie le sixième album studio Nesliving Vol 3 - Voglio, dans lequel Nesli abandonne le rap en faveur de la musique pop. Il est précédé par les singles Perdo via, Partirò, et Ti sposerò. L'album atteint la première place des classements musicaux italiens. Le 11 décembre 2012, il publie l'EP Come a Natale - Chitarra e voce 1. En 2012, les chanteurs Marco Mengoni et Emma expriment leur désir de travailler avec Nesli.
Au début de 2013, Nesli écrit pour Emma la chanson Dimentico tutto, de l'album de la chanteuse Schiena. La chanson est le deuxième single de l'album, puis être certifié disque d'or en septembre. Le 23 avril 2013, il publie la réédition de Nesliving Vol. 3 - Voglio, intitulée Voglio di + – Nesliving Vol. 3.

### Andrà tutto beneetKill Karma(depuis 2014)
Sur Facebook, l'artiste annonce un album du titre de Andrà tutto bene. Le 21 novembre 2014, il publie le vidéoclip du single homonyme, Andrà tutto bene, la chanson étant publiée le 28 novembre. Le 14 décembre, il participe à la 65e édition du Festival de Sanremo avec la chanson Buona fortuna amore, second single publié le 10 février 2015. Allora ridi, le troisième single, est publié le 3 avril 2015.
Le 27 mai 2016 sort le single Equivale all'immenso, accompagné de son clip tourné dans le Val d'Aoste. Le single devance la sortie d'un nouvel album studio, intitulé Kill Karma, publié le 1er juillet la même année. Un second single, Perfettamente sbagliato, est publié le 7 octobre 2016. En février 2017, il participe au Festival de Sanremo, jouant la chanson Do retta a te.

## Discographie

### Albums studio
- 1999 : Fitte da latte
- 2003 : Ego
- 2004 : Home
- 2007 : Le verità nascoste
- 2009 : Nesliving Vol.1
- 2009 : Fragile - Nesliving Vol.2
- 2010 : L'Amore è Qui
- 2012 : Nesliving Vol. 3 - Voglio
- 2015 : Andrà tutto bene

### Albums collaboratifs
- 2001 : Cactus (avec Piante Grasse)
- 2004 : Busdeez presenta: The Remedy Tape - Vol. 1 (avec Bassi Maestro)

### Singles
- 2001 - Sono quello che (avec Piante Grasse)
- 2003 - Parole da dedicarmi
- 2007 - Riot
- 2007 - Nesli Park
- 2007 - Con me non-ci parli mai
- 2008 - Fragile
- 2009 - Solo uno solo io
- 2009 - Non tornero
- 2009 - La fine
- 2010 - Notte vera
- 2010 - L'amore è qui
- 2010 - Capricorno (avec Just off Turner)
- 2012 - Simboli
- 2012 - Perdo via
- 2012 - Ti sposero
- 2012 - Solamente un incubo